# Punt cardinal

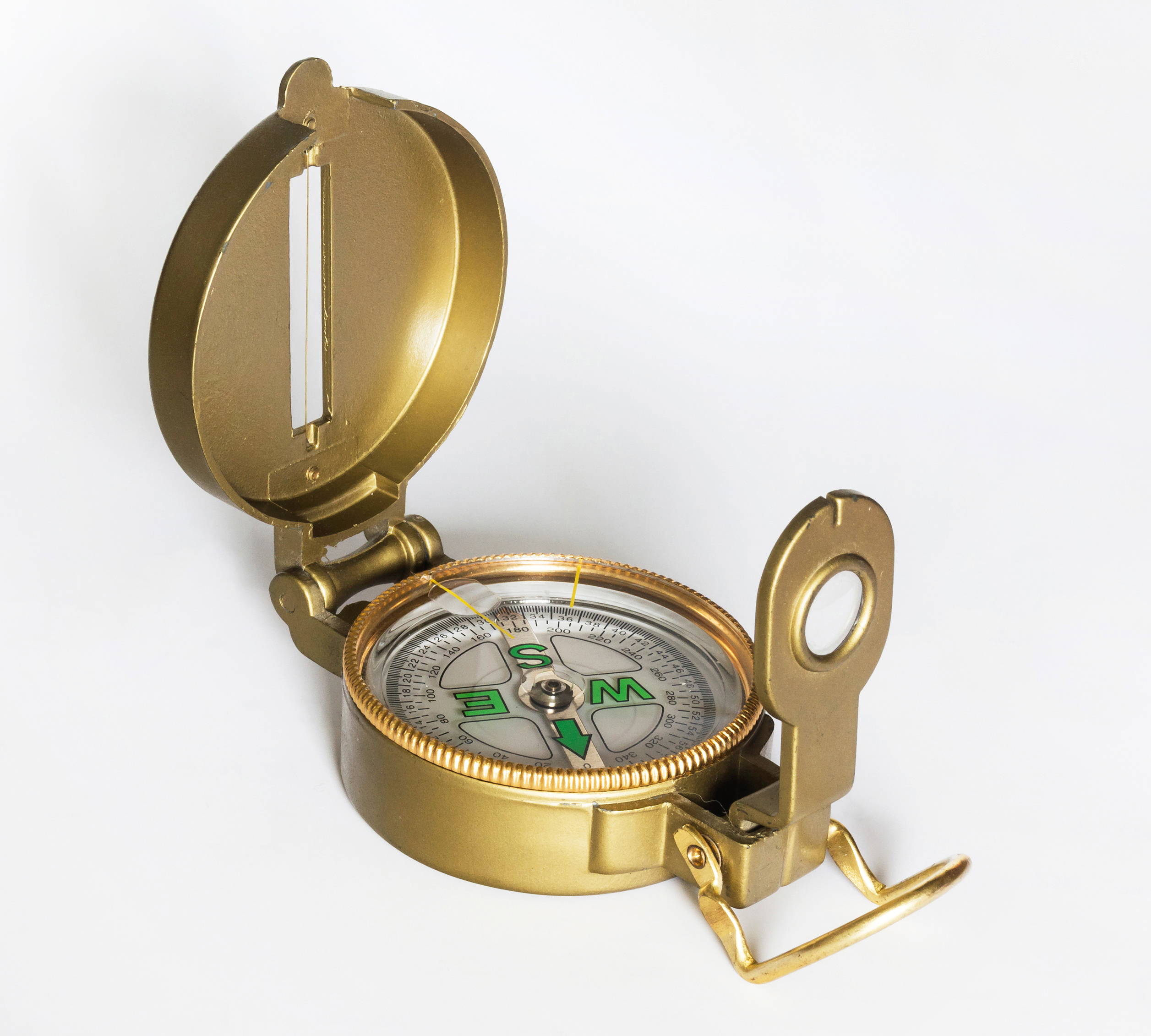
Brúixola

Els punts cardinals són un sistema de referència cartesià per a representar l'orientació en un mapa.
Hom anomena punts cardinals les quatre direccions o punts principals de la brúixola que al seu torn se subdivideixen mitjançant bisectrius, generant quatre punts més. L'esquema obtingut es coneix com a Rosa dels vents, usada en navegació des de temps ancestrals. Aquesta cobreix les 8, 16 o 32 direccions esquematitzades del moviment en dues dimensions.
Segons algunes opinions, el terme «cardinal» prové del llatí «cardinalis». Amb el mateix significat de principal o essencial.
Al llarg de la història, les distintes cultures han assignat distints valors i símbols a cada direcció.

## Orientació
L’acció i efecte d’orientar-se, determinar l’orientació d’un edifici o d’una persona, es pot efectuar de diverses maneres.

## Quatre punts
Cardinal significa principal, fonamental, superior. Segons això els «punts cardinals» són els principals.
Nord (dalt), Sud (baix), Oest (esquerra o occident) i Est (dreta o orient) amb quatre angles de noranta graus:
- Nord (N)
- Sud (S)
- Est (E)
- Oest (O)

## Vuit punts
Rosa dels vents amb vuit angles de 45 graus.
En sentit de les agulles del rellotge els punts són:
- Nord (N)
- Nord-est (NE)
- Est (E)
- Sud-est (SE)
- Sud (S)
- Sud-oest (SO)
- Oest (O)
- Nord-oest (NO)

Els vuit vents principals de l’antiga Grècia foren representats a la Torre dels vents.
Onofre Pou, a l'obra Thesaurus puerilis, va indicar els noms de setze vents en llatí.

## Setze punts

Rosa dels vents de setze punts

Rosa dels vents amb setze angles de 22,5 graus.
En sentit horari els punts són:
- Nord (N)
- Nord-nord-est (NNE)
- Nord-est (NE)
- Est-nord-est (ENE)
- Est (E)
- Est-sud-est (ESE)
- Sud-est (SE)
- Sud-sud-est (SSE)
- Sud (S)
- Sud-sud-oest (SSO)
- Sud-oest (SO)
- Oest-sud-oest (OSO)
- Oest (O)
- Oest-nord-oest (ONO)
- Nord-oest (NO)
- Nord-nord-oest (NNO)

## Origen germànic dels noms

Rosa dels vents romana de dotze punts.

Durant el període migratori, els noms germànics de les direccions cardinals van entrar a les llengües romàniques, on van substituir els noms llatins borealis (o septentrionalis) per nord, australis (o meridionalis) amb sud, occidentalis amb oest i orientalis per est. És possible que algunes persones del nord utilitzessin els noms germànics per a les direccions intermèdies. Per tant, l'orientació medieval escandinava hauria implicat una rotació de 45 graus de les direccions cardinals.
- nord (protogermànic *norþ-) del protoindoeuropeu * nórto-s 'submergit' de l'arrel * ner- 'esquerra, a sota, a l'esquerra del sol naixent' d'on ve el nom grec antic Nereu.[13]

- est (*aus-t-) de la paraula per aurora. La forma protoindoeuropea és * austo-s de l'arrel * aues - 'brillar (vermell)'.[14] Vegeu Ēostre.

- sud (*sunþ-), derivat del protoindoeuropeu * sú-n-to-s de l'arrel * seu - 'bullir, bullir'.[15] Similar amb aquesta arrel és la paraula Sol, per tant la regió del Sol.

- oest (*west-t-) d'una paraula per a vespre. La forma protoindoeuropea és * uestos de l'arrel *ues- 'brillar (vermell)',[16] ella mateixa una forma de * aues -.[14] Similars amb l'arrel són les paraules llatines vesper i vesta i el grec antic Hèstia, Hèsper i Hespèrides.

## Més enllà de la geografia
Les direccions cardinals o punts cardinals de vegades es poden estendre per incloure la posició vertical (elevació, altitud, profunditat): nord i sud, est i oest, amunt i avall; o matemàticament les sis direccions dels eixos x, y i z en coordenades cartesianes tridimensionals. Els mapes topogràfics inclouen l'elevació, normalment mitjançant corbes de nivell. Alternativament, l'angle d'elevació es pot combinar amb la direcció cardinal (o, de manera més general, l'angle azimut arbitrari) per formar un sistema de coordenades esfèriques local.

### En astronomia
En astronomia, els punts cardinals d'un cos astronòmic tal com es veu al cel són quatre punts definits per les direccions cap a les quals es troben els pols celestes en relació amb el centre del disc de l'objecte al cel. Una línia (un gran cercle a l'esfera celeste) des del centre del disc fins al pol nord celeste tallarà la vora del cos (el limb) al punt nord. Aleshores, el punt nord serà el punt de l'extremitat més proper al pol nord celeste. De la mateixa manera, una línia des del centre fins al pol celeste sud definirà el punt sud per la seva intersecció amb el limbe. Els punts en angle recte amb els punts nord i sud són els punts est i oest. Anant al disc en el sentit de les agulles del rellotge des del punt nord, es troba per ordre el punt oest, el punt sud i després el punt est. Això és oposat a l'ordre d'un mapa terrestre perquè es mira cap amunt en lloc de cap avall.
De la mateixa manera, quan es descriu la ubicació d'un objecte astronòmic en relació amb un altre, nord significa més a prop del pol celeste nord, est significa en una ascensió recta més alta, sud significa més a prop del pol celeste sud i oest. significa en una ascensió dreta inferior. Si un està mirant dues estrelles que es troben per sota de l'estrella polar, per exemple, la que està a l'est serà realment més a l'esquerra.

## Variacions culturals
En moltes regions del món, els vents predominants canvien de direcció estacionalment i, en conseqüència, moltes cultures associen vents específics amb noms amb direccions cardinals i intercardinals. Per exemple, la cultura grega clàssica va caracteritzar aquests vents com Anemoi.
A l'Europa premoderna, de manera més general, entre vuit i 32 punts de la brúixola (direccions cardinals i intercardinals) rebien noms. Aquests sovint corresponien als vents direccionals de la mar Mediterrània (per exemple, el sud-est estava vinculat al Xaloc, un vent del Sàhara).
Els colors particulars s'associen en algunes tradicions amb els punts cardinals. Aquests són típicament colors naturals de la percepció humana més que colors primaris òptics.
Moltes cultures, especialment a Àsia, inclouen el centre com a cinquè punt cardinal.

### Nord d'Euràsia
| Nord d'Euràsia   | N | E | S | W | C | Font          |
| ---------------- | - | - | - | - | - | ------------- |
| Eslaus           |   |   |   |   | — | [ 19 ]        |
| Xina             |   |   |   |   |   | [ 20 ] [ 21 ] |
| Ainus            |   |   |   |   |   | [ 22 ] [ 23 ] |
| Pobles turquesos |   |   |   |   |   | [ 22 ]        |
| Calmucs          |   |   |   |   | — | [ 24 ]        |
| Tibet            |   |   |   |   |   | [ 22 ]        |

Les cultures d'Àsia central, d'Europa de l'Est i del nord-est asiàtic sovint tenen tradicions que associen els colors amb quatre o cinc punts cardinals.
Els sistemes amb cinc punts cardinals (quatre direccions i el centre) inclouen els de la Xina premoderna, així com les cultures tradicionals turca, tibetana i ainu. En la tradició xinesa, el sistema de cinc punts cardinals està relacionat amb I Ching, el Wu Xing i els cinc planetes a simple vista. En l'astrologia tradicional xinesa, el cinturó zodiacal es divideix en els quatre grups de constel·lacions corresponents a les direccions.
Cada direcció s'identifica sovint amb un color i (almenys a la Xina) amb una criatura mitològica d'aquest color. Els termes geogràfics o ètnics poden contenir el nom del color en lloc del nom de la direcció corresponent.

#### Exemples
Est: Verd (青"qīng" correspon tant al verd com al blau); primavera; Fusta
Tsingtao: "Green Island", una ciutat a la costa est de la Xina
Ucraïna Verda
Sud: Vermell; Estiu; Foc
Riu Roig: al sud de la Xina
Rutènia vermella
Jueus vermells: un grup semimitològic de jueus
Croàcia vermella
Mar Roja
Oest: Blanc; tardor; Metall
Ovella Blanca turcomana
Akdeniz, que significa 'Mar Blanc': Mar Mediterrani en turc
Bàltics, paraules bàltiques que contenen la tija balt- ("blanc")
Belarús, que significa "Rússia Blanca"
Rússia blanca
Sèrbia Blanca
Croàcia Blanca
Nord: Negre; Hivern; Aigua
Heilongjiang: província del "riu Drac Negre" al nord-est de la Xina, també riu Amur
Kara-Khitan Khanate: "Kitans negres" originaris del nord de la Xina
Karadeniz, que literalment significa 'Mar Negre': Mar Negre en turc
hongaresos negres
Rutènia negra
Centre: groc; Terra
Huangshan: "Muntanya groga" al centre de la Xina
Huang He: "Riu Groc" al centre de la Xina
Horda d'Or: "Exèrcit central" dels mongols

### Món àrab
Els països on s'utilitza l'àrab es refereixen a les direccions cardinals com Ash Shamal (N), Al Gharb (O), Ash Sharq (E) i Al Janoob (S). A més, Al Wusta s'utilitza per al centre. Tots cinc s'utilitzen per a noms de subdivisions geogràfiques (wilayahs, estats, regions, governorats, províncies, districtes o fins i tot pobles), i alguns són l'origen d'alguns topònims del sud ibèric (com l'Algarve, Portugal i La Axarquía, Espanya).

### Nadius americans
A Mesoamèrica i Amèrica del Nord, una sèrie de cosmologies indígenes tradicionals inclouen quatre direccions cardinals i un centre. Alguns també poden incloure a dalt i a sota com a direccions i, per tant, se centren en una cosmologia de set direccions. Entre l'ètnia hopi del sud-oest dels Estats Units, les quatre direccions cardinals anomenades no són nord, sud, est i oest, sinó que són les quatre direccions associades als llocs de la sortida i la posta del sol als solsticis d'hivern i d'estiu. Cada direcció pot estar associada a un color, que pot variar molt entre les nacions, però que sol ser un dels colors bàsics que es troben a la natura i pigments naturals, com el negre, el vermell, el blanc i el groc, amb aspectes ocasionals de blau, verd, o altres tonalitats. Hi pot haver una gran varietat en el simbolisme del color, fins i tot entre cultures properes geogràficament.

### Índia
Deu deïtats hindús, conegudes com els Lokapala, han estat reconegudes a les escriptures clàssiques índies, simbolitzant les quatre direccions cardinals i quatre intercardinals amb les direccions addicionals de Zenit i Nadir. Cadascuna de les deu direccions té el seu propi nom en sànscrit.

### Austràlia indígena
Alguns indígenes australians tenen direccions cardinals profundament arrelades a la seva cultura. Per exemple, el poble Warlpiri té una filosofia cultural profundament connectada a les quatre direccions cardinals i el poble Guugu Yimithirr utilitzen direccions cardinals en lloc de direcció relativa fins i tot quan indiquen la posició d'un objecte proper al seu cos.
La direcció precisa dels punts cardinals sembla ser important en els arranjaments de pedra dels aborígens.
Moltes llengües aborígens contenen paraules per a les quatre direccions cardinals habituals, però algunes contenen paraules per a 5 o fins i tot 6 direccions cardinals.

## Vents i punts cardinals
Els antics grecs consideraven quatre vents principals : Bòreas, Notos, Euros i Zèfir, que coincideixen amb els punts cardinals, però n'hi havia altres de secundaris, de menys anomenada, com Argest, el del nord-est.
Teofrast escrigué un tractat sobre els vents: περὶ ἀνέυων (Peri aneuon", Sobre el vent.
La Torre dels vents és un exemple històric de la importància donada als vents i als punts cardinals.

## Història de larosa dels ventsa lacartografia

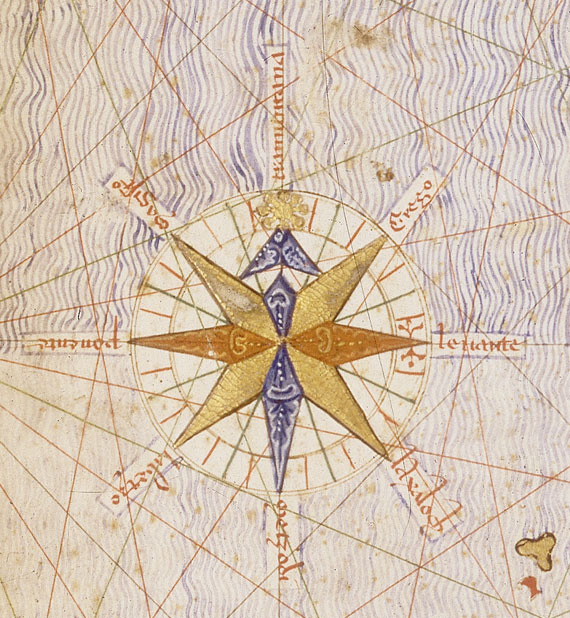
Rosa dels vents de l'Atles Català, atribuït a Cresques Abraham i datat al voltant de 1375. La primera rosa dels vents documentada de la història.

Els punts cardinals han estat. des de sempre, associats als vents. L'origen de la rosa dels vents es troba en la Cartografia portolana, ja que un dels elements centrals d'aquesta cartografia és la xarxa de vents, que en un primer moment resulta de la intersecció dels setze rumbs o -més endavant- dels trenta-dos rumbs sobre un punt del mapa. Habitualment una carta portolana tenia setze d'aquestes interseccions, cada una de les quals és una rosa dels vents implícita. Així mateix quan les brúixoles passaren de ser un tros de pedra imant surant sobre un líquid a disposar d'un mecanisme de pern fix, a mitjan segle xiv, calia que incorporessin algun element dibuixat sobre el fons per facilitar el correcte posicionament de les cartes nàutiques, que -si més no- a finals d'aquell segle ja devien tenir unes característiques relativament similars a les actuals..
Però el primer que feu servir en un mapa un estel de vuit puntes amb la intenció d'assenyalar un punt cardinal fou Angelí Dolcet, les tres obres que se li atribueixen (1330-1339) porten una estel de puntes iguals situades al nord de les seves cartes portolanes, símbol que s'oposa a altres d'iconografia diferent situats al ponent, al migjorn i al llevant dels seus mapes. És de destacar que en el mapa de la Col·lecció Corsini Florència l'estel és situat cap a l'interior de mapa i inserit en una xarxa de vents, amb la qual cosa de cada punta en surt una línia de rumb dirigida a cada un dels punts cardinals. En qualsevol cas, aquest disseny general representava l'estel polar i era el signe distintiu del nord magnètic.
No és, però, fins a l'Atles català en què la rosa dels vents adquireix totes les característiques modernes: 
- És un signe independent de qualsevol altre element iconogràfic.
- Adquireix una posició visualment rellevant en el mapa, per la qual cosa és desplaçada a l'oest en lloc d'estar situada al nord.
- És l'únic element ornamental destinat a indicar l'orientació o els vents.
- En cada punta s'assenyala el nom del vent a què correspon.
- Disposa de tres subdivisions menors entre cada punta, que sumades a les principals fan un total de trenta-dues direccions, pròpies de les brúixoles de pern fix.
- La punta que indica el nord té una forma diferent de les altres, molt pròxima a la flor de lis, dibuix que s'acabarà imposant i que probablement és una deformació d'aquest disseny inicial..

El fet que els noms dels vents apareguin en italià ha fet suposar que reprodueix un model anterior extern al taller dels Cresques, potser elaborat pel mateix Dolcet; però les característiques tècniques fan més probable que es tracti de la reproducció del dibuix interior de les brúixoles que fabricaven els Cresques, i Mallorca és l'únic lloc on els cartògrafs fabriquen brúixoles.
- En el text explicatiu de l’Atles es donen els vuit termes catalans dels vents: tramuntana, grech, levant, exeloch, migjorn, lebeg, ponent, mestre.[39]

Però les innovacions dels Cresques no seran incorporades plenament pels altres cartògrafs, tot i que aviat es dibuixen roses de brúixola. Però fins a la segona meitat del segle xv la seva posició física segueix el model fixat per Dolcet, com a element que simbolitza únicament el nord.
Posteriorment, sobretot al segle xvi, les roses dels vents són indicatives del valor ornamental del mapa i resulta habitual que en aquests se n'hi dibuixin amb una gran abundància, fins al punt que en alguns se n'hi poden arribar a trobar fins a setze, de diferents tipus i mides.
La rosa dels vents, al costat de l'escala gràfica, són els únics elements de la cartografia portolana que han resistit el pas del temps i encara s'utilitzen actualment.